# 汇龙湖公园
汇龙湖公园是位于中国上海市金山区山阳镇的公园。东至海盛路，南至龙山路，西至海芙路，北至龙翔路，总用地面积约29364.3平方米，其中绿化面积20640.4平方米，建筑用地面积587.9平方米。公园主体汇龙湖依托原有的长堂河建设，面积78亩。湖内有喷泉，亲水长廊，与供游览者休息的建筑物。